# Data Envelopment Analysis
La Data Envelopment Analysis (DEA) è un metodo matematico utilizzato in ricerca operativa e in econometria per la stima delle frontiere della funzione di produzione. Esso, generalmente di tipo non-parametrico, è utilizzato per misurare empiricamente l'efficienza produttiva relativa delle unità produttive (UP, in inglese Decision Making Unit: DMU) del campione di imprese analizzato. 
Molto spesso la funzione di produzione e la frontiera di efficienza non sono note, ma si dispone soltanto di un insieme di osservazioni riguardanti ogni singola UP. Nella letteratura economica e statistica si confrontano due metodologie di analisi: da un lato la stima econometrica delle funzioni di costo o di produzione, dall'altro l'impiego di tecniche di programmazione matematica. I due filoni di analisi vengono identificati correntemente con i termini di metodi parametrici (Deterministic Frontier Analysis - DFA; Stochastic Frontier Analysis - SFA) e non parametrici (Data Envelopment Analysis - DEA; Free Disposal Hull - FDH).
Le analisi di tipo parametrico richiedono l'esplicitazione a priori di una funzione di produzione, mentre quelle di tipo non parametrico si caratterizzano per la possibilità di determinare l'efficienza relativa di unità decisionali simili attraverso tecniche di programmazione lineare senza bisogno di specificare né l'importanza relativa dei diversi fattori di produzione, né dei i prezzi, né la distribuzione dell'efficienza. In questo senso i risultati dei metodi non parametrici sono oggettivi, in quanto non richiedono specificazioni a priori. D'altro canto però il loro svantaggio, essendo metodi deterministici, non ammettono l'errore; i risultati potrebbero quindi esserne influenzati in quanto errore statistico e inefficienza vengono confusi.

## Data Envelopment Analysis (DEA)
Data Envelopment Analysis si caratterizza per la possibilità di determinare l'efficienza relativa di unità decisionali simili (dove per simili si intende UP che utilizzano gli stessi input per produrre gli stessi output in condizioni di produzione identiche). Ciò che rende il metodo DEA flessibile e facilmente applicabile a diverse situazioni di produzione è il fatto che le misure di efficienza possono venir eseguite pur in assenza di una dettagliata descrizione del processo produttivo, al contrario delle tecniche parametriche (quale per esempio SFA).
Il metodo DEA, sviluppato, nella sua prima formulazione, da A. Charnes, W. Cooper e E. Rhodes (1978) determina l'efficienza di ciascuna unità produttiva comparando la sua tecnologia con tutte le possibili tecnologie derivanti dalla combinazione lineare delle produzioni osservate per le altre unità produttive considerate. Il metodo è alquanto flessibile in quanto non richiede la definizione di una funzione obiettivo valida per tutti e lascia, anzi, a ciascuna unità decisionale la possibilità di ponderare gli input e gli output in modo da massimizzare il proprio indice di efficienza. Le UP con indice di efficienza maggiori andranno a formare la frontiera di produttività. Esse avranno efficienza pari a 1 e saranno definite efficienti. Le UP restanti avranno un indice di efficienza compreso tra 0 e 1 inversamente proporzionale alla loro distanza dalla frontiera.
Assumiamo che ci siano n DMU, ciascuna delle quali utilizza varie quantità di differenti m input per produrre s differenti output. Più precisamente, {\displaystyle DMU_{j}} utilizza la quantità {\displaystyle x_{ji}} dell'input i-esimo e produce l'ammontare {\displaystyle y_{jr}} dell'output r-esimo. Si assuma inoltre [Banker, Charnes e Cooper (1984)] che {\displaystyle x_{ji}\geq 0} e {\displaystyle y_{jr}\geq 0} e che ciascuna unità abbia almeno un input e un output non nulli.
La caratteristica essenziale della metodologia DEA è la riduzione del rapporto multi-output / multi-input in quello tra un singolo output “virtuale” e un singolo input “virtuale”. In questo modo per ciascuna DMU il rapporto tra singolo output virtuale e singolo input virtuale fornisce una misura dell'efficienza tecnica dell'unità stessa.
In linguaggio di programmazione matematica, questo rapporto, sottoposto a massimizzazione, costituisce la funzione oggetto per la particolare DMU che si sta valutando, cioè in simboli:
{\displaystyle \max _{u,v}h_{0}(u,v)=\sum _{r}u_{r}y_{r_{0}}/\sum v_{i}x_{i_{0}}}
sotto i seguenti vincoli (senza i quali la funzione {\displaystyle h_{0}} è priva di limiti)
{\displaystyle {\begin{matrix}\sum _{r}u_{r}y_{rj}/\sum _{i}v_{i}x_{ij}&u_{r},v_{i}\geq 0&j=0,1,\ldots ,n\end{matrix}}}
Il precedente rapporto produce però un numero infinito di soluzioni; se (u*, v*) è un punto di ottimo, allora la soluzione (au*, av*) è un ottimo per ogni a ≥ 0.
È intuitivo che il problema appena esposto può essere svolto in due modi: massimizzando il numeratore e fissando il denominatore (metodo output-oriented) o, viceversa, tenendo costante il numeratore e minimizzando il denominatore (metodo input-oriented). La distinzione è importante in quanto da essa discende la forma di efficienza che si sta valutando.
Una DMU si dice output-efficiente se non esiste alcun'altra unità che con gli stessi input realizza un output maggiore, una unità produttiva è detta invece input-efficiente se non esiste alcun'altra che realizza il medesimo output utilizzando una quantità inferiore di input.
Il merito di Charnes, Cooper e Rhodes è di aver trasformato la funzione [1] in un più semplice problema lineare (noto con la sigla CCR), mediante l'aggiunta di un vincolo che normalizza all'unità la somma ponderata degli input (metodo input-oriented) o degli output minimizzando gli input(metodo output-oriented).
Un'importante innovazione è dovuta invece a Banker, Charnes e Cooper (1984), i quali hanno permesso alla DEA di superare il limite dell'ipotesi restrittiva dei rendimenti di scala costanti; il metodo BCC (dal nome dei tre autori) permette così di costruire frontiere sotto l'ipotesi di rendimenti di scala variabili.

## Il metodo input-oriented
Il metodo input-oriented [2] è il seguente:
{\displaystyle \max _{\rho ,\mu }z=\sum _{r}\rho _{r}y_{r_{0}}+a}
sotto i vincoli
{\displaystyle {\begin{matrix}\sum _{r}\rho _{r}y_{rj}-\sum \mu _{i}-y_{ij}\leq &\sum _{i}\mu _{i}x_{i_{0}}=1&\rho _{r},\mu _{i}\geq 0&i=0,1,\ldots ,n\end{matrix}}}
Il problema duale [3], espresso in forma matriciale, associato alla programmazione lineare [2] è:
{\displaystyle \min _{\theta ,g}\theta }
sotto i vincoli
{\displaystyle {\begin{matrix}\theta X_{0}-gX\geq 0,&gY\geq Y_{0},&g\geq 0\end{matrix}}}
Intervenendo con opportune restrizioni sui parametri a (nella [2]) e g (nella [3]) è possibile generare differenti tipologie di frontiere di efficienza.
Ponendo infatti
- {\displaystyle a\equiv 0}, o nell'equivalente problema duale, {\displaystyle \forall g\in \Re ^{+}}, si ottengono frontiere con rendimenti di scala costanti (metodo DEA CCR),
- {\displaystyle a\leq 0}, oppure {\displaystyle \sum g\leq 1}, non sono ammesse frontiere con rendimenti di scala crescenti,
- {\displaystyle a\geq 0}, oppure {\displaystyle \sum g\geq 1},  non sono ammesse frontiere con rendimenti di scala decrescenti,
- {\displaystyle \forall a\in \Re }, oppure {\displaystyle \sum g\equiv 1},  si hanno frontiere con rendimenti di scala variabili (metodo DEA BCC).

## Il metodo output-oriented
Il metodo output-oriented [4] è il seguente:
{\displaystyle \min _{\eta ,\omega }=\sum _{i}\eta _{i}x_{i_{0}}+b}
sotto i vincoli
{\displaystyle {\begin{matrix}\sum b-\sum _{r}\omega _{r}y_{rj}-\sum _{i}\eta _{i}x_{ij}\geq 0,&\sum _{r}\omega _{r}y_{r_{0}}=1,&\rho _{r},\mu _{i}\geq 0&j=0,1,\ldots ,n\end{matrix}}}
Il problema duale [5] associato alla [4] è:
{\displaystyle \max _{\phi ,f}\phi }
sotto i vincoli
{\displaystyle {\begin{matrix}fX\leq X_{0},&\phi Y_{0}-fY\geq 0,&f\geq 0\end{matrix}}}
Ponendo inoltre rispettivamente per la [4] o per la [5]
- {\displaystyle b\equiv 0}, oppure {\displaystyle \forall f\in \Re ^{+}}, si ottengono frontiere con rendimenti di scala costanti (metodo CCR),
- {\displaystyle b\geq 0}, oppure {\displaystyle \sum f\leq 1}, frontiere con rendimenti di scala non crescenti,
- {\displaystyle b\leq 0}, oppure {\displaystyle \sum f\geq 1}, frontiere con rendimenti di scala non decrescenti,
- {\displaystyle \forall b\in \Re }, oppure {\displaystyle \sum f\equiv 1}, frontiere con rendimenti di scala variabili (metodo BCC).